# Vicent Llorens Castillo
Vicent Llorens Castillo (València, 10 de gener de 1906 - Xalans, 5 de juliol de 1979) va ser un filòleg, historiador de la literatura i crític literari valencià.

## Biografia
Vicent Llorens va nàixer a València, al número 10 del carrer de la Carda, prop del Mercat Central, i va ser batejat a l'església de Sant Joan del Mercat. Després de fer els estudis primaris i secundaris, amb quinze anys ingressà en la Facultat de Filosofia i Lletres de la Universitat de València. El 1922 es va traslladar a Madrid per tal de continuar els seus estudis a la Universitat Complutense. Entre juny del 1925 i juny del 1926 va tornar a viure a València. Després, retornà momentàniament a Madrid i a finals del 1926 marxà a Gènova, on li havia estat atorgat el lectorat de llengua i literatura castellanes, que fins al moment havia ocupat l'escriptor valencià Joan Chabás. Durant aquests anys Llorens fa les seues primeres col·laboracions a publicacions com el Boletín de la Sociedad Castellonense de Cultura o la revista Taula de Lletres Valencianes. En aquesta darrera revista va publicar el 1928 un article sobre l'edició que del Llibre de les dones de Jaume Roig havia fet Francesc Almela i Vives per a la col·lecció Els Nostres Clàssics.

### Estada a Europa
Després de l'estada a Itàlia, Llorens continuarà amb les tasques de lector de castellà a Alemanya, primer a la Universitat de Marburg (1929-1930) i després a la de Colònia (1930-1933), on va ser deixeble de l'eminent filòleg Leo Spitzer. Malgrat estar a Alemanya, Llorens manté el contacte amb el món cultural valencianista de l'època, com mostra la seua aparició com a membre del consell de redacció de la revista Avant, "setmanari valencianista republicà", dirigida per Adolf Pizcueta. Mentre passava uns dies de visita a Madrid, Llorens va ser testimoni de la proclamació de la Segona República Espanyola, el 14 d'abril de 1931. També durant els anys alemanys, Llorens assisteix a l'ascens d'Adolf Hitler i el seu Partit Nazi, del qual va deixar constància en un article titulat "Hitler, canciller" publicat a El Mercantil Valenciano el 7 de febrer de 1933.

### Treball a Espanya
Després que Spitzer fóra apartat de la càtedra en aplicació de les lleis racials contra els jueus, Llorens va retornar a Madrid el 1934, on es va integrar en la secció de literatura contemporània, dirigida per Pedro Salinas, del Centro de Estudios Históricos. Com la resta de membres de la secció, Llorens va participar en la revista Índice Literario. Alhora va començar a treballar com a professor en la Escuela Internacional Plurilingüe, on aquell mateix any va ser nomenat director.
El 1936, després de l'esclat de la Guerra Civil espanyola, Llorens, que era militant del PSOE, es va incorporar a l'exèrcit republicà com a traductor de l'Estat Major dins de la Sots-secretaria de l'Exèrcit de Terra. Pel novembre d'aquell any, es trasllada a València acompanyant el govern de la República. A València coneix el general Julius Deutsch, militar socialista austríac, qui feu nomenar Llorens el seu intèrpret ajudant i el va ascendir a tinent de carrabiners. L'estiu del 1937, Llorens va assistir al Segon Congrés Internacional d'Escriptors en Defensa de la Cultura que es va fer a València. A l'octubre d'aquell any, Llorens marxa a Barcelona, on s'havia instal·lat el govern republicà, amb Deutsch. A Barcelona, Llorens va fer amistat amb el filòleg Joan Coromines.

### Exili
Pel febrer del 1939, quan l'ocupació de Catalunya per l'exèrcit franquista era irremeiable, Llorens, com la resta de membres de l'exèrcit republicà, va travessar la frontera amb França i començà un llarg exili. A França, Vicent Llorens va haver de buscar la seua esposa Lucía pels camps de refugiats. Després de reunir-se amb ella, tots dos van marxar a París gràcies a l'ajuda de la Junta de Cultura Española formada a París per espanyols. Gràcies a l'amistat amb Julius Deutsch, Llorens va aconseguir un treball a l'oficina del comitè d'ajuda a excombatents que depenia fonamentalment del suport dels laboristes britànics. Posteriorment, Llorens va començar a treballar a la secció de premsa del Servei d'Evacuació de Refugiats Espanyols. Quan la situació a Europa es va fer difícil a causa de l'inici de la Segona Guerra Mundial, i amb l'amenaça constant de ser deportat per les autoritats franceses a l'Espanya franquista, on probablement seria condemnat a mort, Llorens, com molts altres exiliats espanyols, va voler refugiar-se a Amèrica. Va obtenir un visat per anar a viure a Mèxic, però mentre esperava que s'organitzara una nova expedició vers aquest país, va decidir marxar a la República Dominicana: el 25 d'octubre de 1939, Llorens i la seua esposa embarcaren al port francés de Saint-Nazaire (Loira Atlàntic) en el transatlàntic Flandre, que arribà el 7 de novembre a la seua destinació.
Llorens s'instal·là a Santo Domingo (llavors anomenada Ciudad Trujillo en honor del dictador dominicà Rafael Leónidas Trujillo) i va ser nomenat catedràtic especial de literatura espanyola a la Universitat de Santo Domingo. A banda del treball com a professor, Llorens va dirigir el Teatro Universitario d'aquella universitat i va fer conferències tant a la República Dominicana com a Cuba i Puerto Rico. També treballà com a traductor per a l'editorial mexicana Fondo de Cultura Económica. Llorens va començar a interessar-se per l'estudi de la literatura llatinoamericana i el 1944, amb motiu del centenari de la fundació del país, va publicar una Antología de la literatura dominicana. També fou en aquell moment quan començà a treballar acadèmicament el tema de la literatura de l'exili, en particular la de l'exili republicà del qual formava part.
El 1944 Llorens s'instal·la a Puerto Rico, gràcies a l'ajuda de Pedro Salinas, i comença a treballar com a professor de literatura espanyola a la Universitat de Río Piedras. Posteriorment, el 1947, es traslladà als Estats Units, on havia aconseguit una plaça de professor ajudant de castellà a la Universitat Johns Hopkins de Baltimore, on treballen el mateix Salinas, el seu antic mestre Leo Spitzer i Américo Castro.

## Obres
- Liberales y Románticos. Una emigración española en Inglaterra, 1823-1834. Mèxic: El Colegio de México, 1954; reedició ampliada, Madrid: Castalia, 2006.
- La emigración republicana de 1939. Madrid: Taurus, 1976.
- Memorias de una emigración: Santo Domingo, 1939-1945. Barcelona: Ariel, 1975.
- Aspectos sociales de la literatura española. Madrid: Castalia, 1974.
- El Romanticismo español. Madrid: Castalia, 1989.
- Estudios y ensayos sobre el exilio republicano de 1939, Sevilla: Renacimiento, 2006.